# Себастијан Нађ
Себастијан Нађ (Сента, 30. мај 1997) српски је рвач и репрезентативац Србије у рвању грчко-римским стилом.

## Каријера
Члан је клуба РК Потисје Кањижа. Године 2017. изгубио је меч за бронзану медаљу на Европском првенству до 23 године одржаном у Сомбатхељу, у Мађарској. Неколико месеци касније, добио је бронзану медаљу након што је Аслан Висајитов из Русије био позитиван на забрањену супстанцу.
Такмичио се у дисциплини до 67 кг на Светском првенству у рвању 2021. одржаном у Ослу, Норвешка. Изгубио је меч за бронзану медаљу у дисциплини до 67 кг на Европском првенству у Будимпешти, Мађарска.
Освојио је златну медаљу на Светском првенству 2022. године одржаном у Београду.